# 킬리 호지킨슨
킬리 니콜 호지킨슨(영어: Keely Nicole Hodgkinson, 2002년 3월 3일~)은 영국의 육상 선수이다. 주 종목은 중거리 달리기이며 현재 여자 800m 영국 국가 기록을 보유하고 있다. 2020년 하계 올림픽에서 19세의 나이로 여자 800m 은메달을 획득했고 2024년 하계 올림픽 여자 800m 종목에서 금메달을 획득했다. 또한 세계 선수권 대회에서 은메달 2개, 유럽 선수권 대회에서 금메달 2개를 획득했다. 